# Fujisawa-shuku

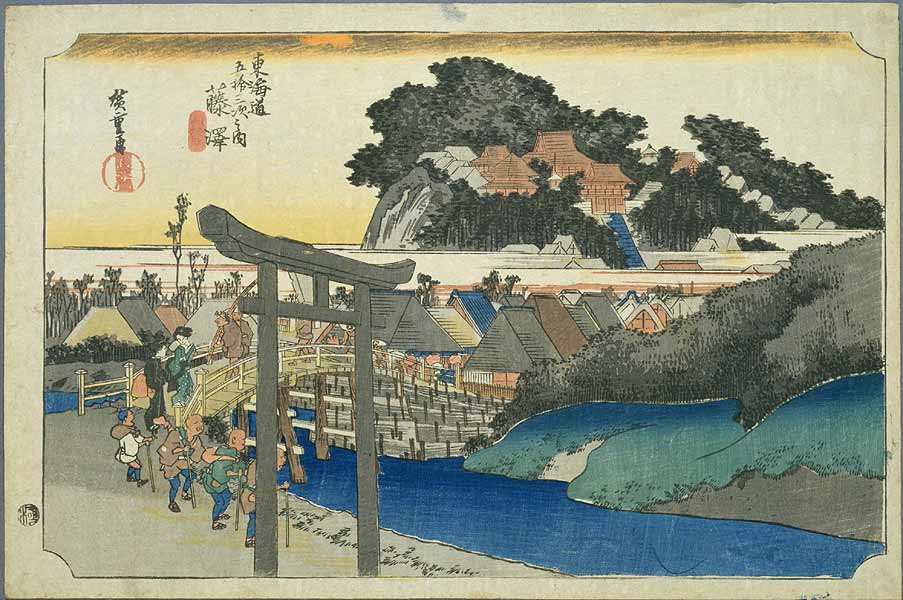
Fujisawa-shuku dans les années 1830, estampe de Hiroshige de la série Les Cinquante-trois Stations du Tōkaidō

Fujisawa-shuku (藤沢宿, Fujisawa-shuku) était la sixième des cinquante-trois stations du Tōkaidō. Elle est située dans la ville de Fujisawa, préfecture de Kanagawa au Japon.

## Histoire
Fujisawa-shuku fut établie comme station du Tōkaidō en 1601, mais ne devint la sixième étape qu'après l'installation ultérieure de Totsuka-juku. Avant la création du Tōkaidō, Fujisawa était une ville prospère comme « ville-temple » (門前町, monzen-machi) pour Yugyō-ji (遊行寺), le temple principal de la secte Ji du bouddhisme japonais. Elle était située sur un embranchement le long de l'Odawara Kaidō qui reliait le château d'Odawara et ses deux châteaux de renfort, le château d'Edo et le château de Hachiōji durant la période du clan Go-Hōjō. La porte de la station (見附, mitsuke) en direction d'Edo était à l'est de Yugyō-ji tandis que la porte en direction de Kyoto se trouvait sur le côté occidental de l'actuelle ligne Odakyū Enoshima.
Il semble qu'il y aurait eu plus de 1 000 bâtiments dans ce relais dont les habituels honjin, hatago, etc.. Jusqu'en 1745, le honjin de Fujisawa-shuku était le Horiuchi honjin, puis c'est le Maita honjin qui fut en service. Au temple de Eishō-ji (永勝寺), il y a un certain nombre de tombes de meshimori onna qui travaillaient au hatago local.
Le palais Fujisawa (藤沢御殿, Fujisawa goten) fut érigé à Fujisawa-shuku au début du shogunat Tokugawa. Les trois premiers shoguns (Tokugawa Ieyasu, Tokugawa Hidetada et Tokugawa Iemitsu) séjournèrent dans ce palace en une trentaine d'occasions. Les archives indiquent qu'il s'agissait d'un grand bâtiment, mesurant 106 × 32 ken et ceint d'une large douve. Il était situé près du daikansho de Fujisawa qui se trouve à présent entre l'actuelle mairie et l'hôpital de Fujisawa. Il fut démonté et déplacé à Edo après le grand incendie de Meireki de 1657 et ses matériaux ont été utilisés pour reconstruire une partie du palais shōgunal au château d'Edo.
L'estampe ukiyoe d'Ando Hiroshige (édition Hoeido) de 1831-1834 montre un village avec un pont. À l'arrière-plan se trouve le temple de Yugyō-ji sur une colline et au premier-plan, on aperçoit un torii (un portail) avec un chemin menant à Enoshima. Le pont est encombré de pèlerins et quatre aveugles, apparemment en route vers le sanctuaire d'Enoshima Benten, se suivent les uns les autres au long d'un ruisseau.